# やりくり天国
『ダイハツコメディ やりくり天国』（ - てんごく）は、1960年3月6日から同年8月28日まで朝日放送制作・ラジオ東京テレビ（KRT、現：TBSテレビ）系列の毎週日曜18:30 - 19:00（JST）に放送されたコメディ番組である。全26回。ダイハツ工業の一社提供。
前番組『やりくりアパート』に続く、『やりくりシリーズ』の第2弾。

## 出演者
- 横山エンタツ
- 大村崑
- 芦屋小雁
- 長谷百合
- 三角八重
- 花和幸助
- 西山嘉孝
- 志摩靖彦
- 立原博

ほか

## スタッフ
- 作：花登筺
- 音楽：加納光記
- 演出：多田尊夫

## 主題歌
- 作詞：花登筺　作曲：和田弘　唄：マヒナスターズ

## コミカライズ
- 「原作：花登筺、作画：前川かずお」名義で、「週刊少年サンデー」（小学館）の1960年14号から28号まで連載された。
- また同時期には、同じ小学館の学習雑誌「小学三年生」に、西沢まもるによって連載された。なお西沢は『やりくりアパート』のコミカライズも担当した。